# Pluski

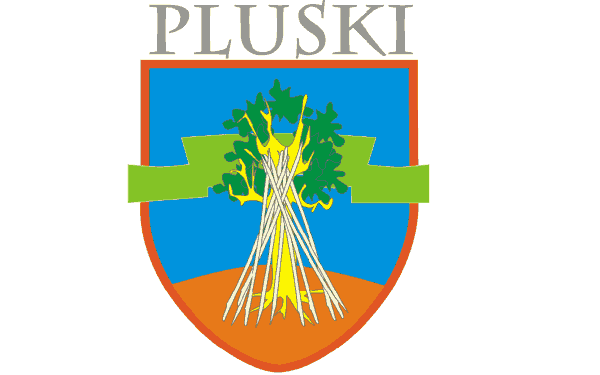
Nieoficjalny herb wsi Pluski

Pluski – wieś w Polsce położona w województwie warmińsko-mazurskim, w powiecie olsztyńskim, w gminie Stawiguda 20 km od Olsztyna, w kompleksie Lasów Łańskich nad jeziorem Pluszne Wielkie. W latach 1975–1998 miejscowość administracyjnie należała do województwa olsztyńskiego. Wieś znajduje się w historycznym regionie Warmia.

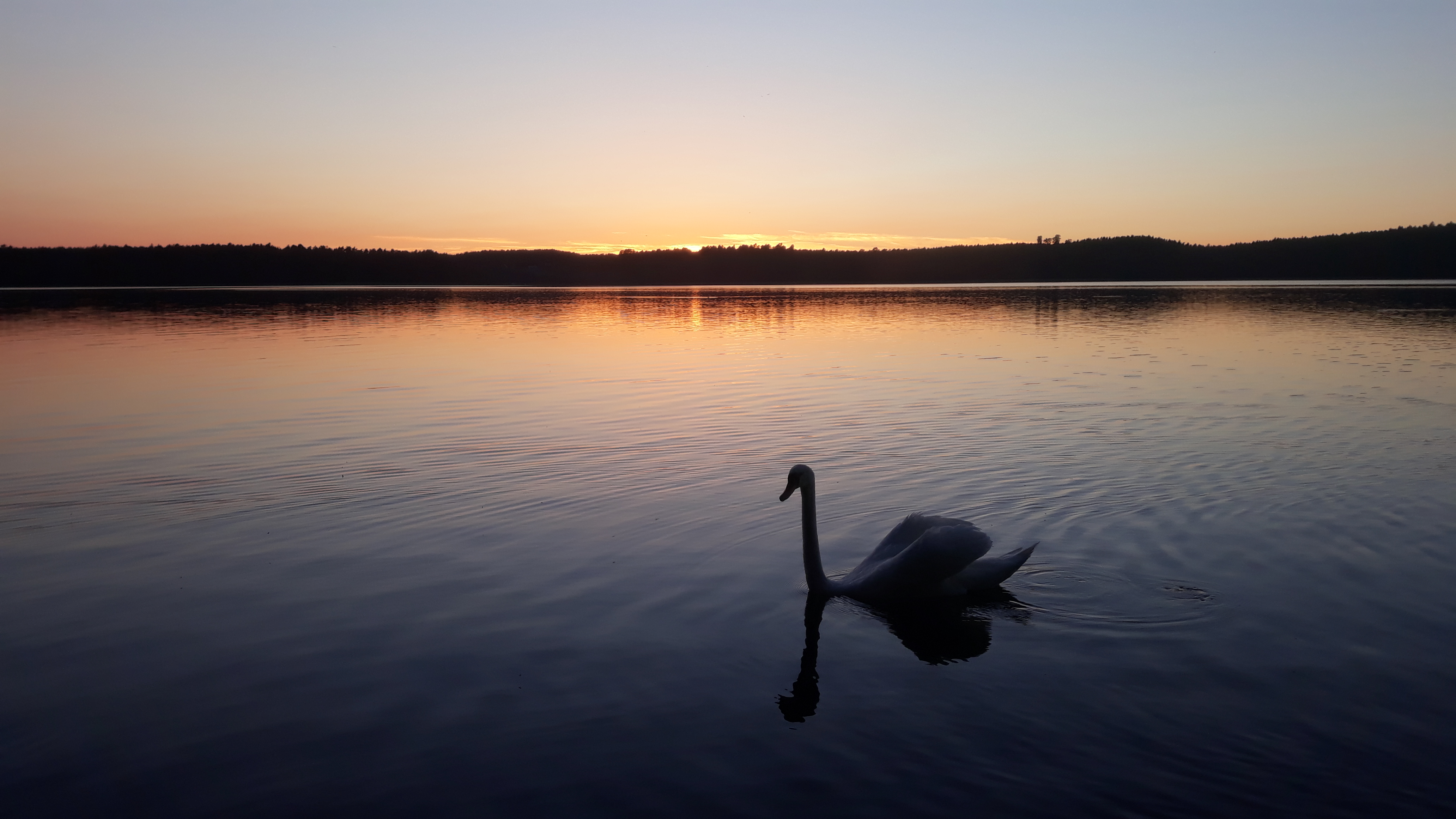
Zachód słońca w Pluskach

We wsi znajduje się, restauracja, remiza strażacka, sklepy, przystań wodna, wypożyczalnia sprzętu pływającego, kąpielisko niestrzeżone, kościół rzymskokatolicki św. Michała Archanioła, leśniczówka, sala sołecka. W związku z jubileuszem ustanowiono nie tylko logo Plusk, ale też święto wsi, obchodzone 19 sierpnia, czyli w dniu podpisania aktu lokacyjnego, albo w najbliższy po nim weekend. We wsi działają: Ochotnicza Straż Pożarna z ratownictwem wodnym, Rada Sołecka, Koło Gospodyń Wiejskich. W okolicznych lasach występują liczne gatunki roślin i zwierząt chronionych. Sołectwo Pluski należy do Obszaru Natura 2000 (Puszcza Napiwodzko-Ramucka, kod obszaru PLB280007). W obrębie sołectwa znajdują się dwa dęby szypułkowe, będące pomnikami przyrody. 

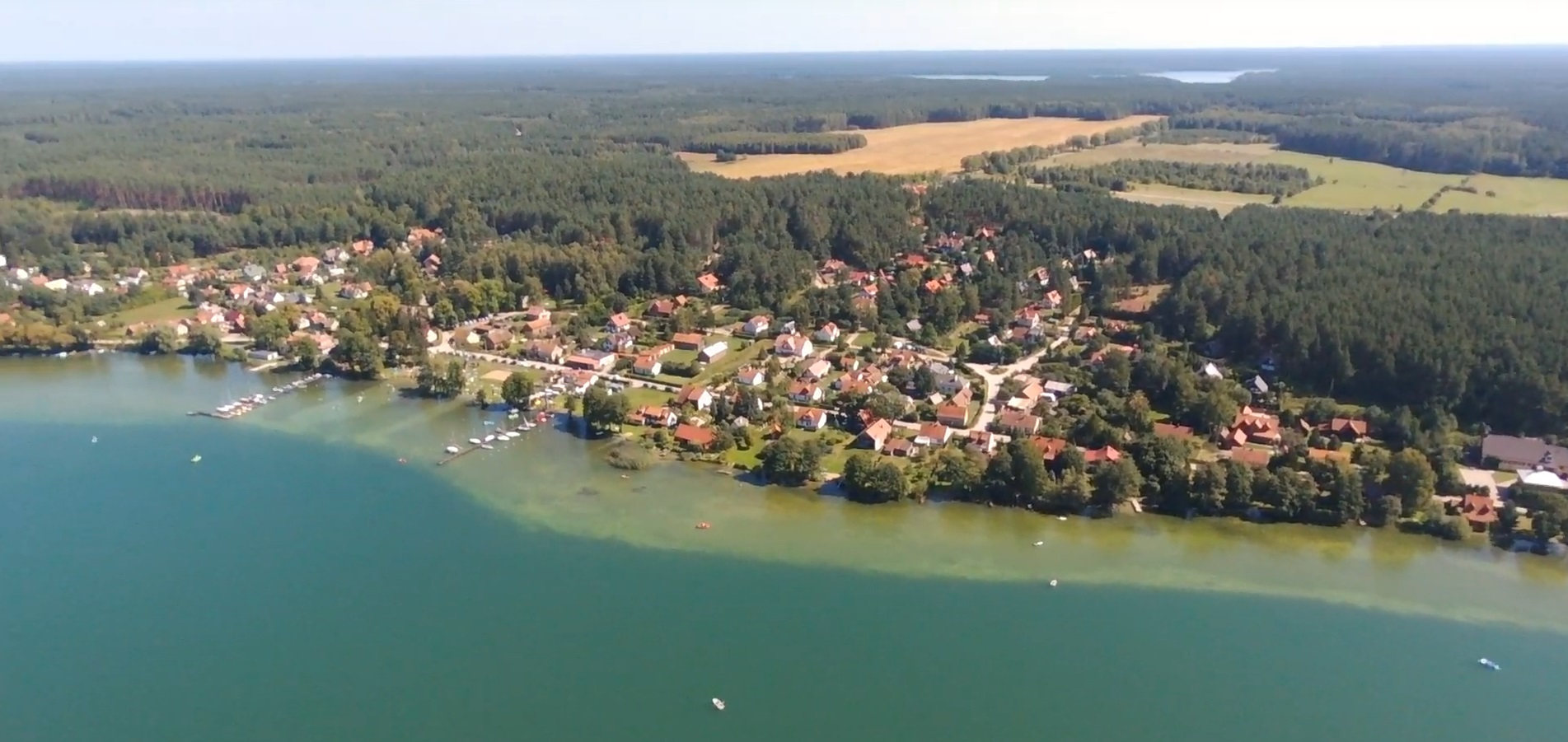
Pluski. Widok z lotu ptaka

## Historia
19 sierpnia 1407, a więc trzy lata przed bitwą pod Grunwaldem, został podpisany akt lokacyjny Plusk (Pluczk, prawdopodobnie od pruskiego pleu – płynąć). Akt lokacyjny podpisali dziekan Bartłomiej i reprezentujący Parafię Gryźliny Kantor Jan, a pierwszym sołtysem został Stefan Dowgel. Lokacja wsi Pluczk w roku 1407 wcale nie oznacza, iż historia tych ziem zaczyna się sześćset lat temu. Tereny Warmii i Mazur, w tym okolic jeziora Pluszne, mają długą i burzliwą historię. Pod powierzchnią ziemi archeolodzy odnajdywali tu liczne ślady obecności człowieka, w tym pozostałości pradawnych osad i cmentarzy pochodzące z czasów na długo przed Chrystusem. Można tu natrafić na ślady Gotów, Galindów, Jaćwingów, Prusów, a także późniejszych mieszkańców Warmii. Od II pokoju toruńskiego (1466) aż do I rozbioru (1772) Warmia należała do Polski jako część tzw. Prus Królewskich. Gdy pozostała część Prus stała się protestancka (po traktacie i Hołdzie Pruskim w 1525 r.), Warmia, jako część Polski, pozostała katolicka, będąc zarządzana przez polskiego biskupa, mającego siedzibę w Lidzbarku Warmińskim (Heilsberg). W 1582 r. Kapituła Warmińska odkupiła od Henryka Preussa prawa prowadzenia karczmy.
Granica Warmii przebiegała po części przez jezioro Pluszne. Gdy Konrad Mazowiecki ze względów politycznych na początku XIII wieku sprowadził na te ziemie zakon krzyżacki do walki z narodem pogańskich Prusów, rzeczywiście większość krzyżackich rycerzy mówiła po niemiecku. Jednak przez wieki niemieckojęzyczne były tylko miasta, ośrodki sprawnej administracji na wzór niemiecki. Wsie były zamieszkane nie tylko przez pozostałości narodu Prusów, ale przez ludność, która napłynęła z różnych kierunków, głównie z Polski. Dotyczyło to nie tylko Warmii, ale i Mazur. W tym kontekście niezrozumiały może się wydać fakt, że po odzyskaniu przez Polskę niepodległości, w plebiscycie w roku 1920 przytłaczająca większość polskojęzycznych mieszkańców tych terenów (głównie ze względów ekonomicznych) opowiedziała się za administracją niemiecką, a nie polską.  W plebiscycie 11 lipca 1920 roku w Pluskach za Prusami Wschodnimi, czyli za Niemcami, oddano 199 głosów, a za Polską głosowało 125 osób.
W większości mieszkali tutaj Polacy. W szkole powstałej około 1820 roku nauczano tylko po polsku, co potwierdził pięć lat później wizytujący asesor rejencji królewieckiej Reinhold Bernhard Jachmann. Nauczał tam 50-letni Jan Kowalewski. Na 23 dzieci zapisanych do szkoły, w dniu wizytacji było 17 obecnych. Dzieci nie mówiły po niemiecku, religii uczyły się z polskiego katechizmu, nie ćwiczyły żadnych pieśni208. W 1861 roku na 271 mieszkańców tylko troje posługiwało się językiem niemieckim. W 1895 roku we wsi zamieszkiwało już 426 osób, w 1925 – 639, a w 1939 – 732 osoby. Chociaż ziemie tu nie są najlepsze, to jednak większość zajmowała się uprawą roli. Było także kilku rybaków. W końcu XIX i na początku XX wieku kilkunastu mieszkańców postanowiło wyjechać za chlebem do Westfalii i Nadrenii. Potem powracali i za zarobione pieniądze kupowali gospodarstwa, budowali nowe zagrody. W lipcu 1908 roku Pluski pożar pochłonął pół wsi. Z dymem poszły wszystkie zabudowania kryte słomą. 

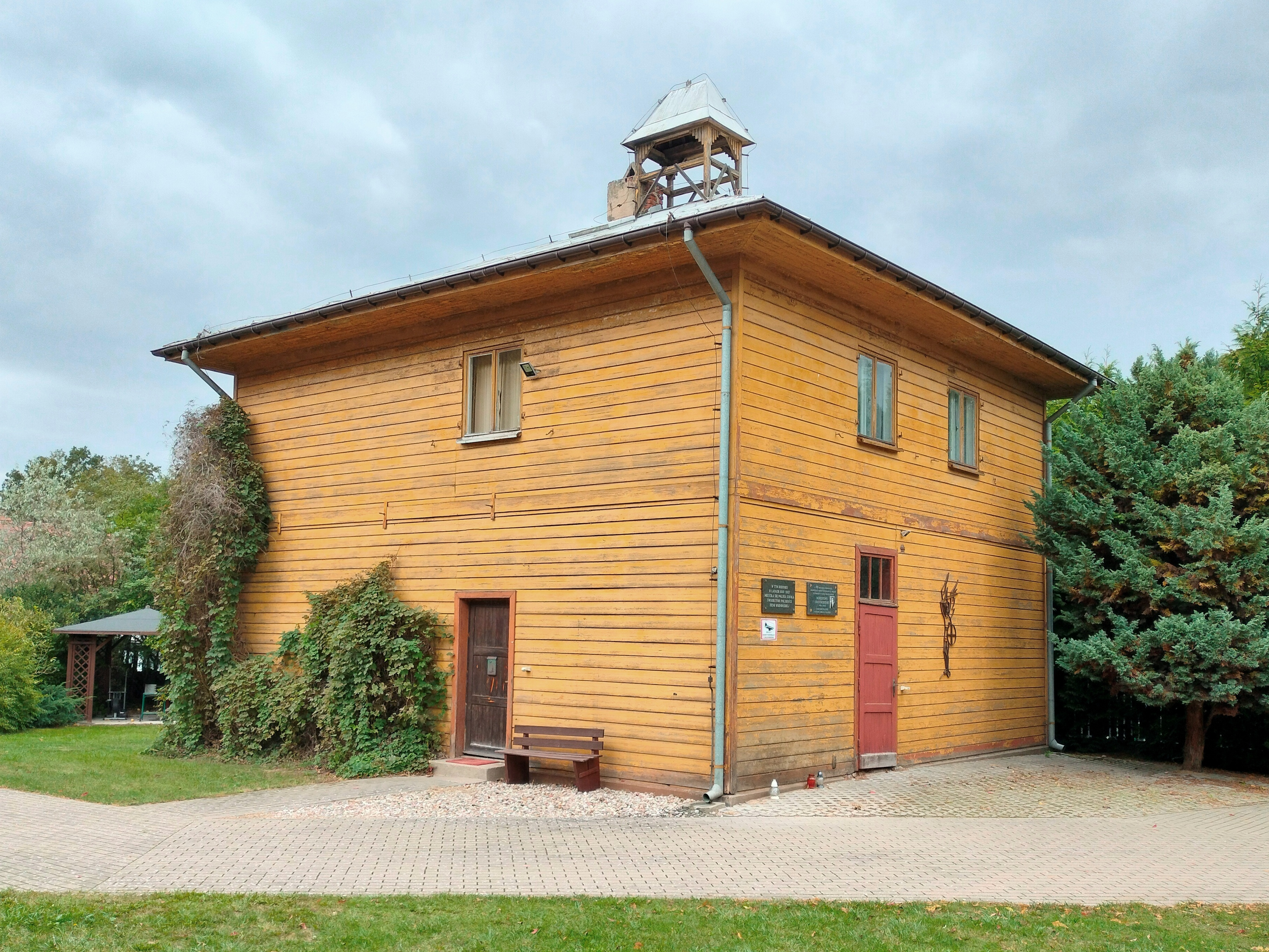
Budynek przedwojennej polskiej szkoły w Pluskach (gm. Stawiguda).

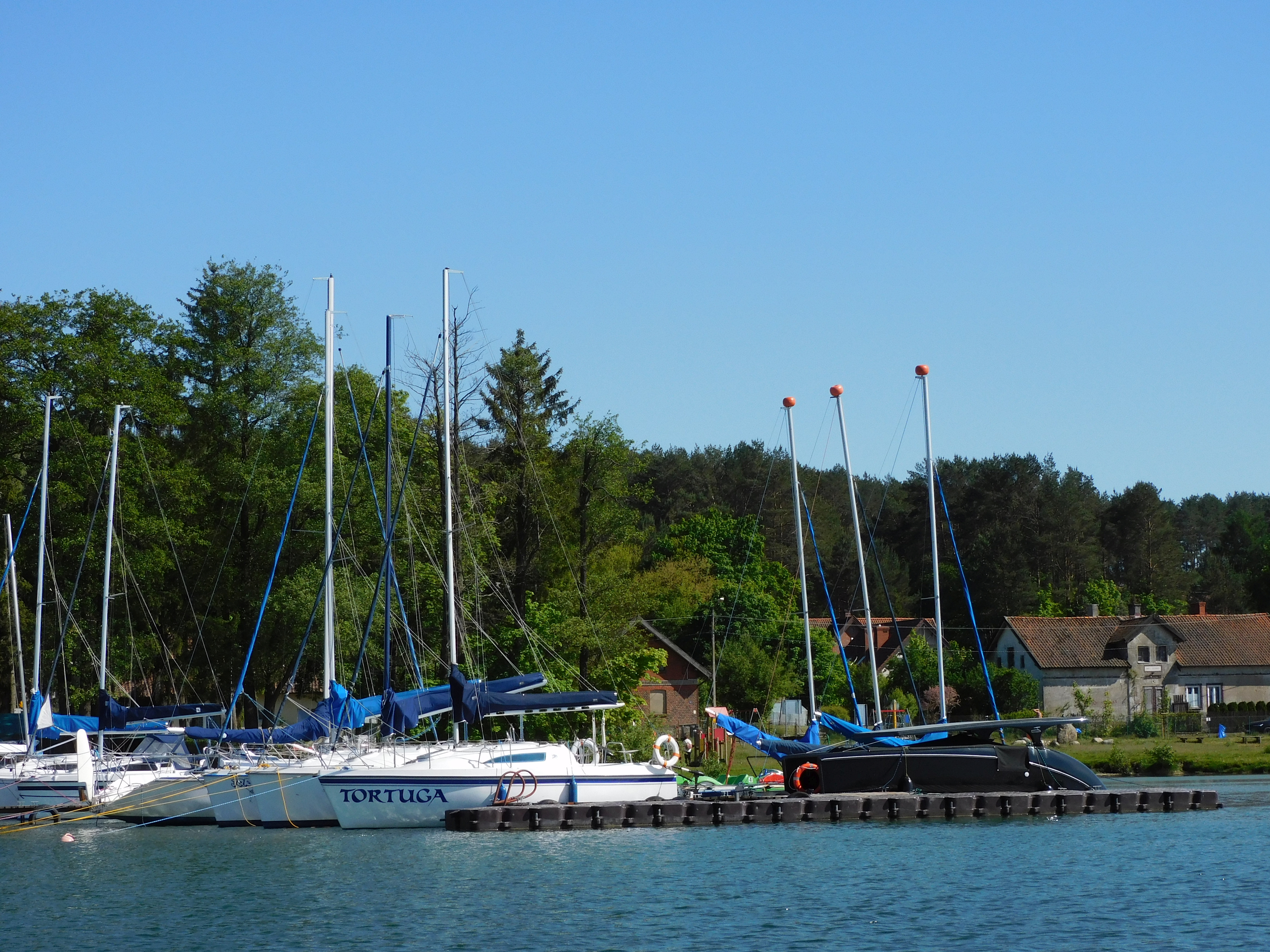
Przystań w Pluskach na jeziorze Plusznem Wielkim

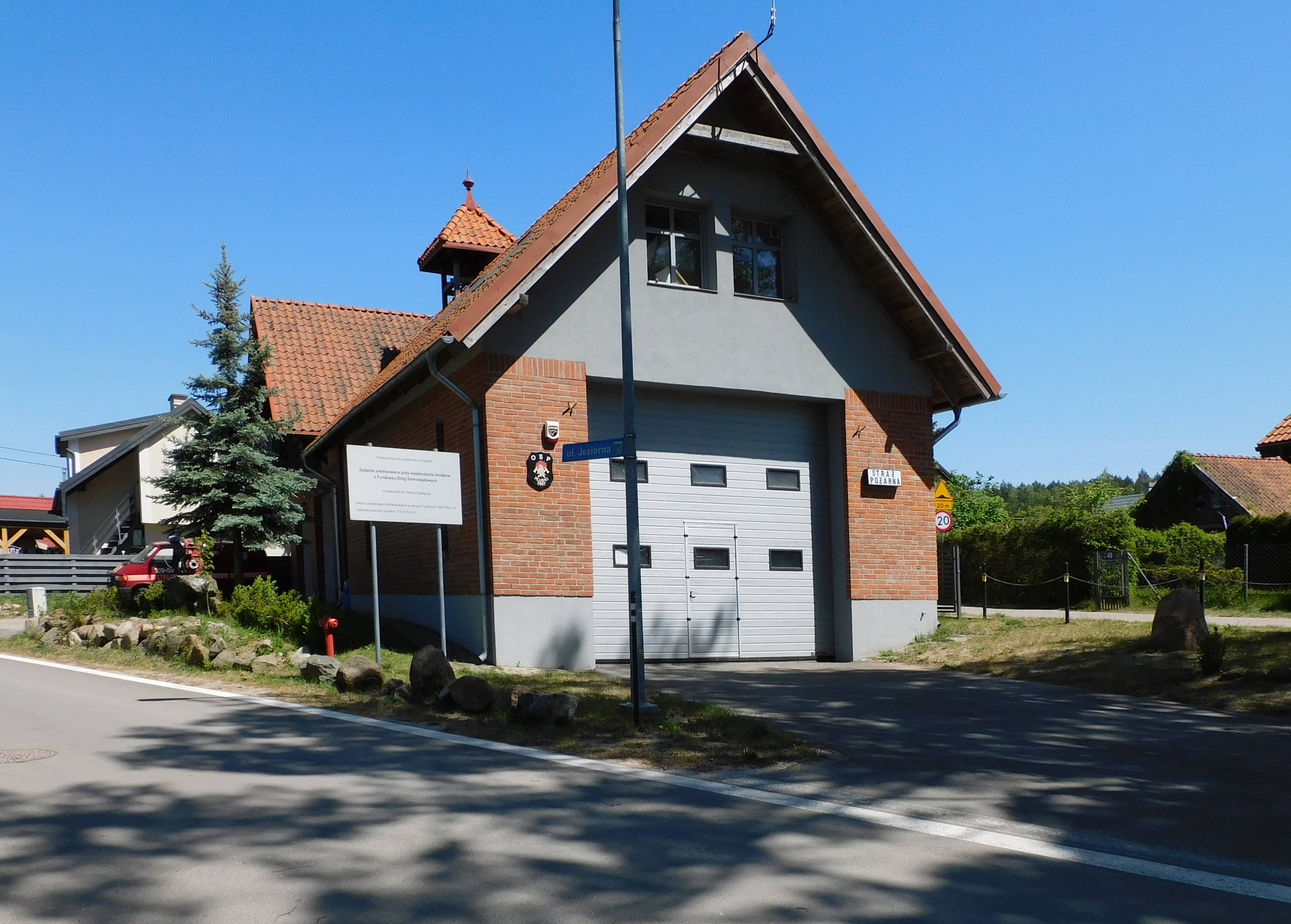
Remiza OSP

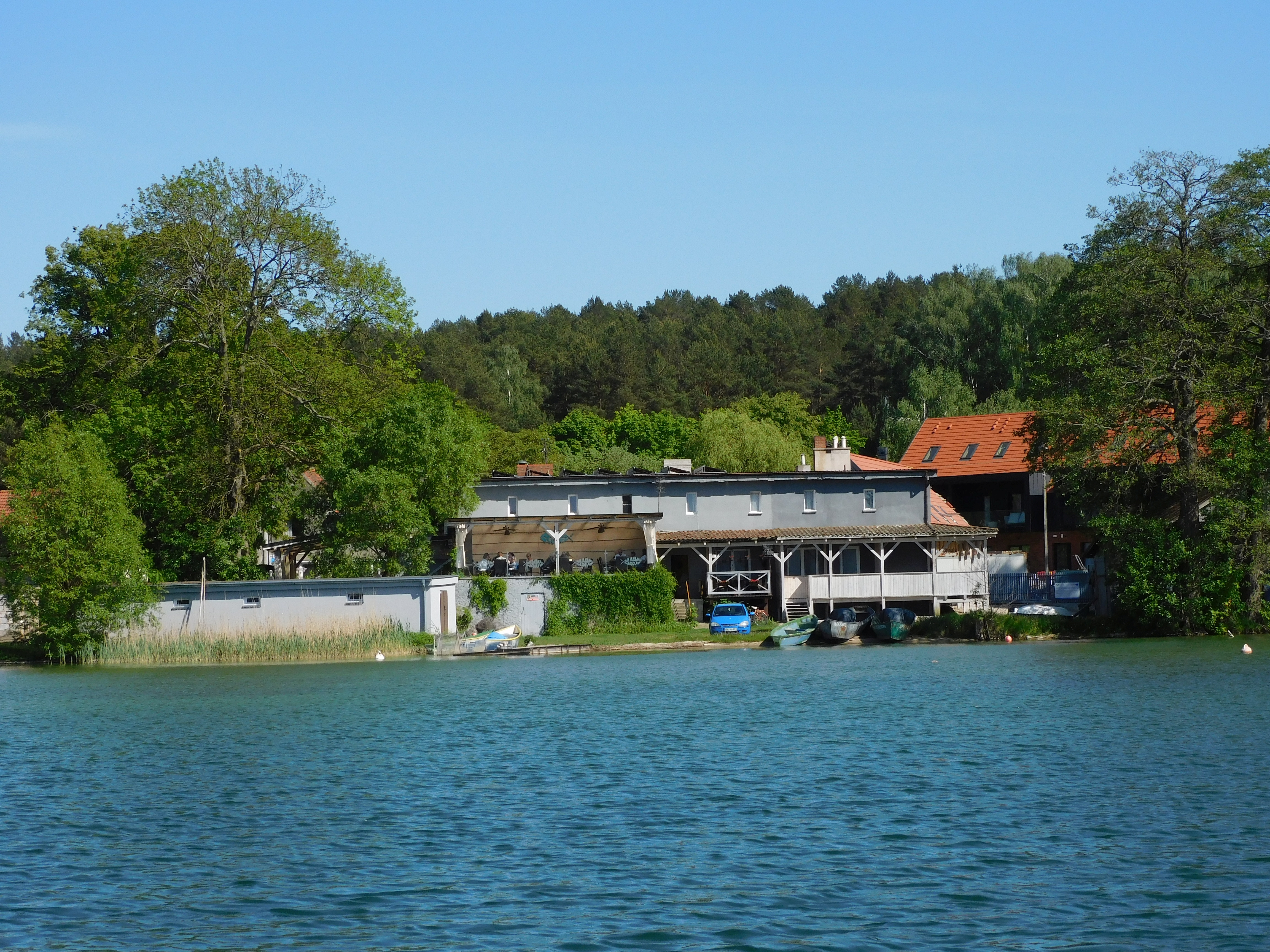
Smażalnia ryb

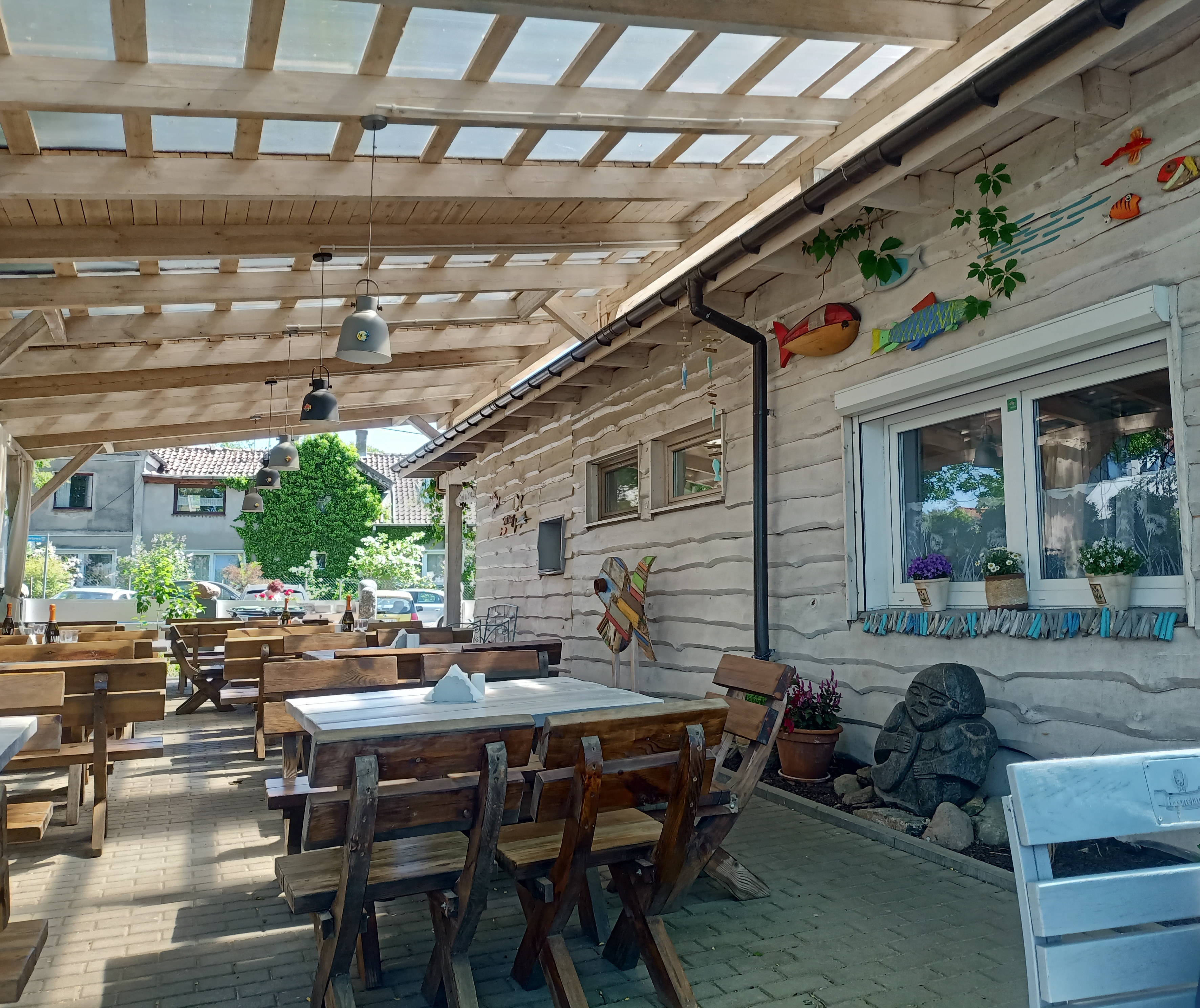
Ogródek smażalni

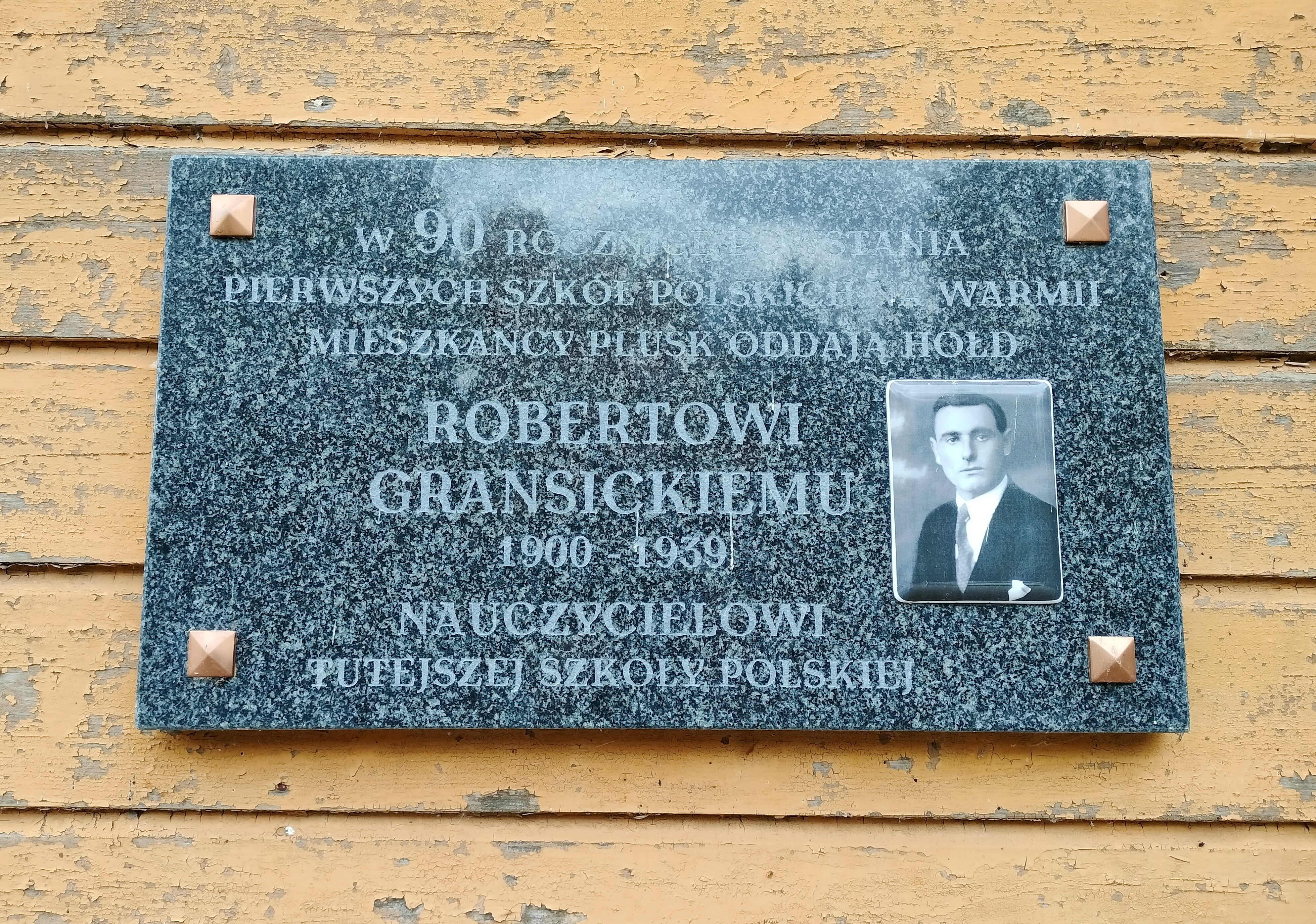
Tablica poświęcona nauczycielowi Gransickiemu na budynku dawnej polskiej szkoły w Pluskach (gm. Stawiguda).

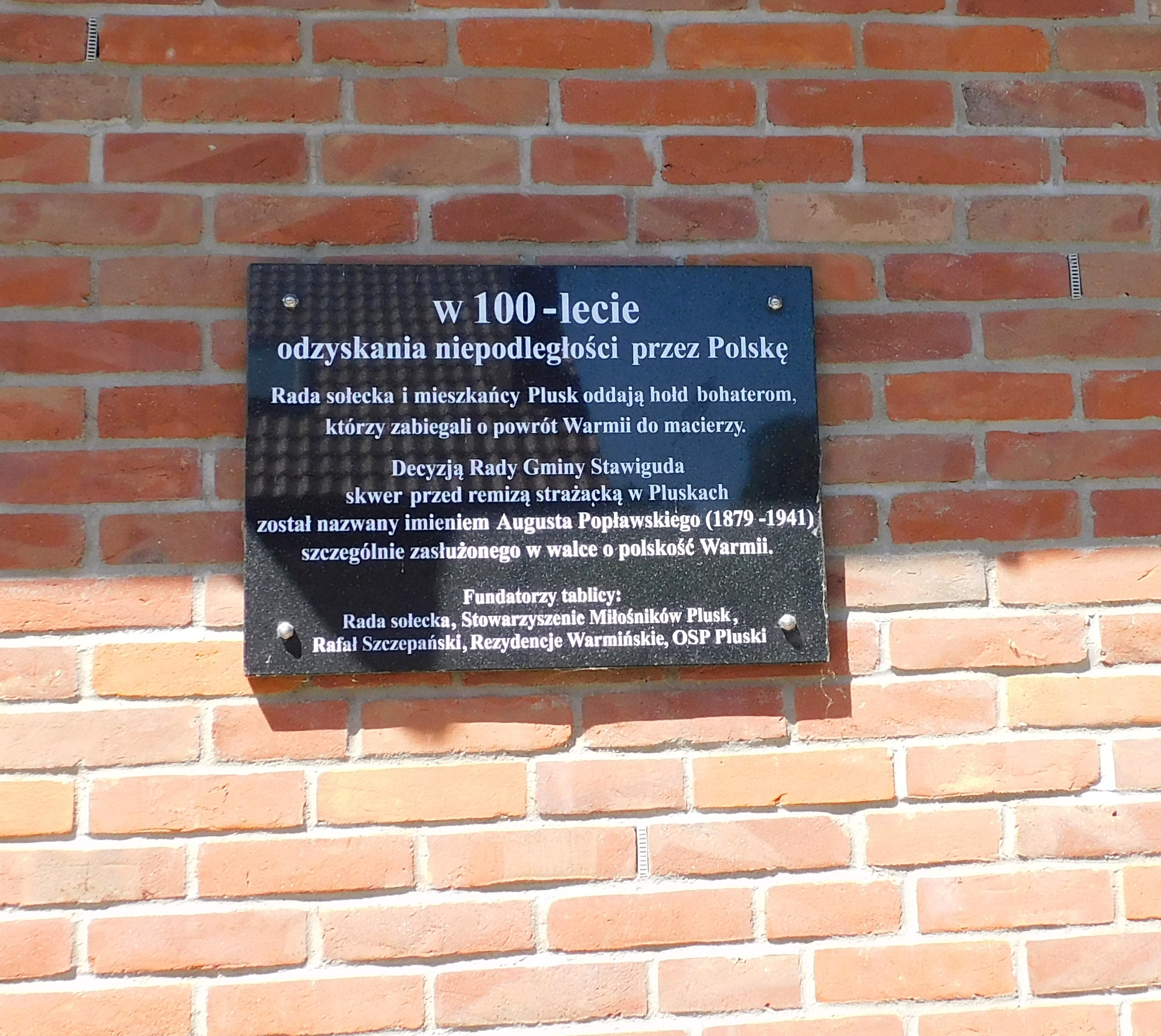
Tablica pamiątkowa na remizie OSP

W 1911 na 158 dzieci we wsi, 149 mówiło po polsku. Od lipca 1920 r. decyzją Komisji Międzysojuszniczej powołana została polska szkoła. Uczyło się w niej 15 uczniów, jednak ich liczba rosła, osiągając nawet wskaźnik 55 osób. Nauczycielem szkoły był Marian Karasiewicz. Po przegranym plebiscycie na Warmii i Mazurach w 1920 r. szkołę zamknięto, pozostała tylko polska biblioteka. W latach 1930–1937, początkowo w izbie domu Franciszka Weicherta, a od 1932 roku –  w specjalnie wybudowanym z przeznaczeniem na ten cel piętrowym budynku z drewna (na gruncie zakupionym od Franciszka Wieczorka), w którym mieściły się również: biblioteka, przedszkole i świetlica; pochodzący z Kaszub nauczyciel, a zarazem kierownik szkoły Robert Gransicki, poza zajęciami lekcyjnymi, wspólnie z uczniami budował kajaki i organizował spływy (korzystając z bliskości jeziora), zajmował się również ogrodnictwem i pszczelarstwem. Nadzwyczajnym wydarzeniem w Pluskach stała się - jak pisał Jan Boenigk we wspomnieniach - instalacja małej elektrowni, w postaci wiatraczka na dachu budynku i połączenie dynama oraz akumulatorów. W szkole zabłysło światło elektryczne. Dnia 22 września 1935 roku, na boisku sportowym, znajdującym się przy szkole polskiej, przeprowadzono mistrzostwa Polaków z Warmii w piłce siatkowej, z udziałem trzech drużyn żeńskich (z: Olsztyna, Nowej Kaletki i Unieszewa) oraz czterech drużyn męskich (z: Olsztyna, Jarot, Nowej Kaletki i Plusek). W grudniu 1936 roku w szkole pozostało zaledwie siedmiu uczniów. Po kilku miesiących chodziło tylko czworo, co pozwoliło prezesowi rejencji 26 maja 1937 roku na zamknięcie szkoły. W końcu stycznia 1939 roku Polsko-Katolickie Towarzystwo Szkolne na Warmię zabrało wyposażenie szkoły i budynek przekazało parafii w Orzechowie na kaplicę. Stało się to z powodu wprowadzenia przez władze rejencji olsztyńskiej zakazu organizowania obozów harcerskich w Pluskach. Od tamtej pory budynek jest w rękach Kościoła katolickiego, i jest używany do dzisiaj. W 2004 roku z inicjatywy starosty olsztyńskiego na budynku dawnej szkoły umieszczono tablicę pamiątkową. Po zakończeniu działań wojennych 2 czerwca 1945 roku zaczęła nauczać w miejscowej szkole pani Małgorzata Wysokowska. Szkołę podstawową w Pluskach zamknięto w 1997 roku. Od tego roku dzieci dowożone są do szkoły w Stawigudzie.
Nie dziwi natomiast okoliczność, że na przełomie 1944/45 znaczna część ludności polskojęzycznej nie uciekła wraz z wycofującymi się Niemcami.  Wielu z tych pozostałych do późniejszego wyjazdu do RFN skłoniła zarówno rzeczywistość ówczesnej Polski Ludowej, jak i celowa polityka ówczesnych władz. Na wyjazd zdecydowała się część autochtonicznych mieszkańców Plusk, jednak najbardziej jaskrawymi przykładami są wsie Orzechowo (gmina Olsztynek) i Łańsk. Władze PRL upatrzyły sobie obszar wokół jeziora Łańskiego na tereny rekreacyjno-myśliwskie dla przywódców państwowych i politycznych. W latach 60.i 70. umożliwiono wyjazd do RFN pozostałym mieszkańcom, dosłownie zlikwidowano kilka wsi, teren zalesiono. W Orzechowie do dziś pozostała tylko leśniczówka, kościół i cmentarz. Łańsk (Rybaki) jako wieś całkowicie znikł z map.
Przez wiele lat, co najmniej do roku 1989, teren wokół jeziora Łańskiego był pilnowany przez wojsko, a Łańsk, obok bieszczadzkiego Arłamowa, był dostępny tylko dla elity ówczesnej władzy (polowali tu m.in. Edward Gierek i Leonid Breżniew). Zwykły śmiertelnik nie miał wstępu w okolice jeziora Łańskiego. Zakaz ten nie dotyczył Plusk, choć pojawiały się informacje, że władza ma podobne plany także wobec okolic jeziora Pluszne. Od lat Pluski były modnym miejscem wypoczynku dla warszawskich elit. Obecnie Pluski, podobnie jak cała gmina Stawiguda, przeżywają okres rozwoju i zainteresowania mieszkańców innych części kraju. Obok domków letniskowych, powstają liczne nowe domy, nawet całe osiedla, a największą inwestycją jest luksusowy hotel Warmia Park.
14 maja 2000 roku arcybiskup Metropolita Warmiński dr Edmund Piszcz poświęcił nowo wybudowany obok budynku byłej szkoły polskiej kościółek. W Pluskach zamieszkuje ksiądz, który obsługuje również kościoły w Kurkach i Orzechowie. Od 2007 roku działa Społeczno-Kulturalne Stowarzyszenie Miłośników Plusk, Południowej Warmii i Galindii Zachodniej, którego inicjatorem był społecznik i mieszkaniec tej wsi, Jan Mackiewicz.

## Zabytki
Z zabytków zachowały się dwie chałupy drewniane przy ul Sosnowej 4 i Sportowej 35 kryte strzechą, zagroda Pluski przy ul. Jeziornej 91, kapliczka, a także budynek szkoły polskiej, w której kiedyś był kościół. Obiekty archeologiczne: stanowisko A-A 191 znajdujące się na wyspie na jeziorze Pluszne pozostałość osady nawodnej z wczesnej epoki żelaza. Stanowisko archeologiczne o charakterze unikalnym zawierające pod współczesną powierzchnią gruntu i pod wodą skomplikowane struktury przestrzenne (warstwy kulturowe) będące pozostałością wielorakich procesów osadniczych realizowanych przez człowieka. Do zasobów kulturowych zalicza się także cmentarzysko kurhanowe znajdujące się w pobliżu miejscowości.

## Ludzie związani z miejscowością
- W Pluskach urodził się Jakub Bem, działacz warmiński, przewodniczący Komisji Plebiscytowej w Gietrzwałdzie.
- Olsztyński plastyk Hieronim Skurpski przez kilka lat przebywał tu w letnich miesiącach z rodziną, wynajmując prywatną kwaterę. Po latach wybudował wraz z synem drewniany domek, wzorując się na tradycyjnej ciesielce. Tu powstało bardzo wiele prac mistrza[10]. Miejscowości tej poświęcił jeden z tomów pamiętników Refleksje, rysunki, dziennik: Pluski – Psiabudka[12][13][14].
- August Popławski